# Fre:ac
fre:ac es un extractor de audio de CD libre para Microsoft Windows, Linux, macOS y FreeBSD distribuido bajo la licencia GNU General Public License.
Además de extraer el audio de discos compactos, fre:ac también puede convertir archivos de audio de un formato a otro. También puede recodificar un archivo de audio usando el mismo formato, lo que podría ser útil para disminuir la tasa de bits del archivo. fre:ac es compatible con los formatos de audio más populares, como MP3, Vorbis, AAC, WMA y FLAC.
Para realizar la tarea de extracción, fre:ac usa CDRip, una biblioteca desarrollada para el proyecto CDex. Así, es compatible con los mismos métodos de corrección de errores que CDex, en conjunto llamados CD paranoia.
Su interfaz de usuario es multiidioma y puede ser traducida con facilidad, y se encuentra disponible en más de 43 idiomas.
Durante el desarrollo de fre:ac, se le dio gran importancia al soporte para Unicode. fre:ac puede hacer consultas a freedb, una base de datos en línea de discos compactos, para obtener la información del disco cuyo contenido será extraído. Luego, esta información es escrita en los archivos de audio en forma de etiquetas con información en formato Unicode. También puede corregir datos inválidos provenientes de freedb a un formato adecuado.

## Historia
La primera versión abierta al público de fre:ac fue publicada en 2001 bajo el nombre BonkEnc. En esa época, el programa era simplemente un conversor. Esto era para convertir archivos de audio al, por aquel entonces, nuevo formato Bonk. Por otra parte, esta versión ya ofrecía compatibilidad con el formato MP3.
Luego de varias versiones "0.x", las cuales añadieron soporte para otros formatos y para la extracción del audio de discos compactos, se publicó la versión "1.0 Beta 1" el 5 de julio de 2003. Esto significó oficialmente el comienzo de la fase beta.
Finalmente, el 21 de febrero de 2007 fue publicada la primera versión estable del programa, la "1.0".